# Shintō (Gunma)
Shintō (榛東村, Shintō-mura) est un village du district de Kitagunma, dans la préfecture de Gunma au Japon.

## Géographie

### Situation
Shintō est situé au centre de la préfecture de Gunma entre le mont Haruna et le fleuve Tone.

### Démographie
Au 1er décembre 2015, la population de Shintō s'élevait à 14 363 habitants répartis sur une superficie de 27,92 km2.